# Simca 1000
Simca 1000 – kompaktowy samochód osobowy produkowany przez francuską firmę Simca w latach 1961-1978. Dostępny jako 4-drzwiowy sedan. Do napędu samochodu używano silników OHV R4. Moc przenoszona była na oś tylną poprzez 4-biegową manualną skrzynię biegów.

## Dane techniczne (0.9)

### Silnik
- R4 0,9 l (944 cm³), 2 zawory na cylinder, OHV
- Układ zasilania: gaźnik
- Średnica × skok tłoka: 68,00 mm × 65,00 mm
- Stopień sprężania: 8,2:1
- Moc maksymalna: 51 KM SAE (37,3 kW), 39 KM DIN przy 5200 obr./min
- Maksymalny moment obrotowy: 73 N•m przy 3400 obr./min

### Osiągi
- Przyspieszenie 0-80 km/h: 16,2 s
- Prędkość maksymalna: 125 km/h

## Galeria

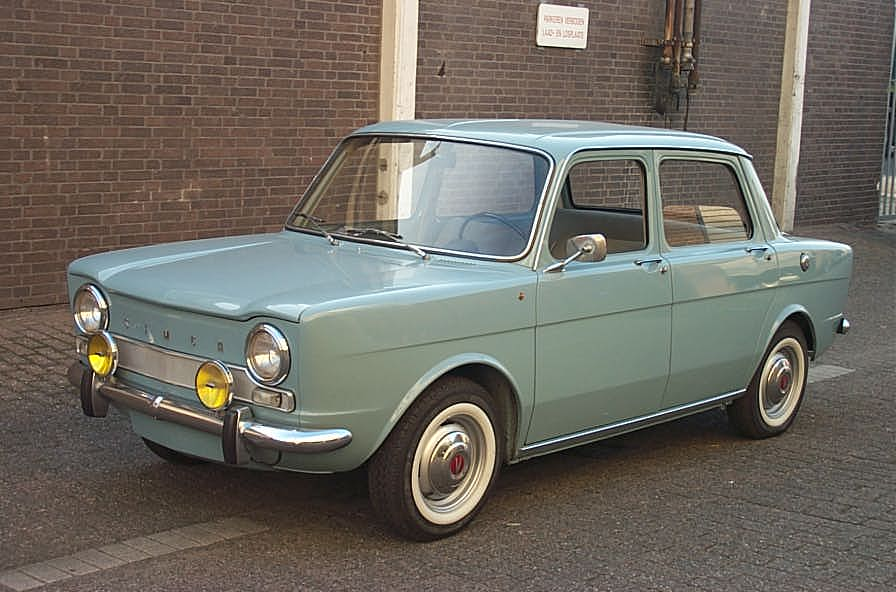
1963 Simca 1000
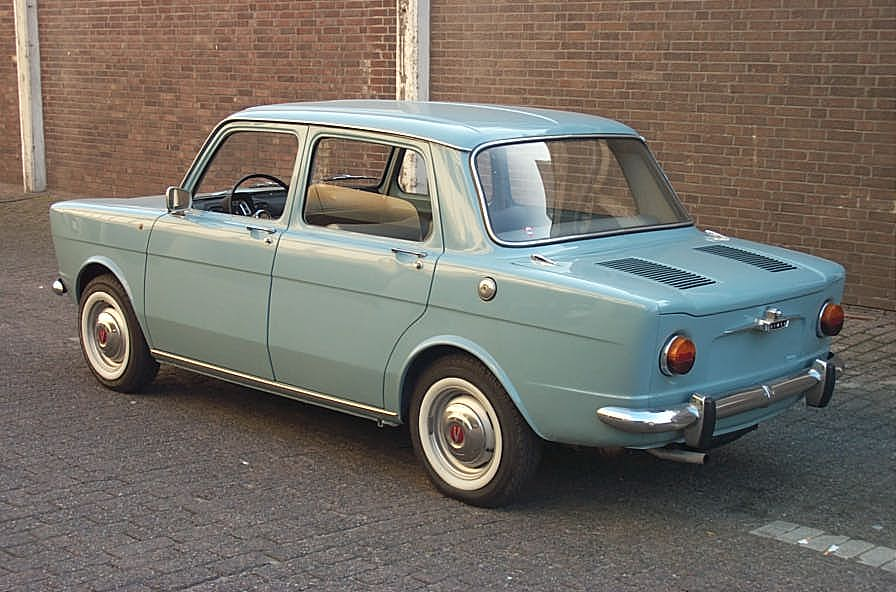
1963 Simca 1000 - tył nadwozia
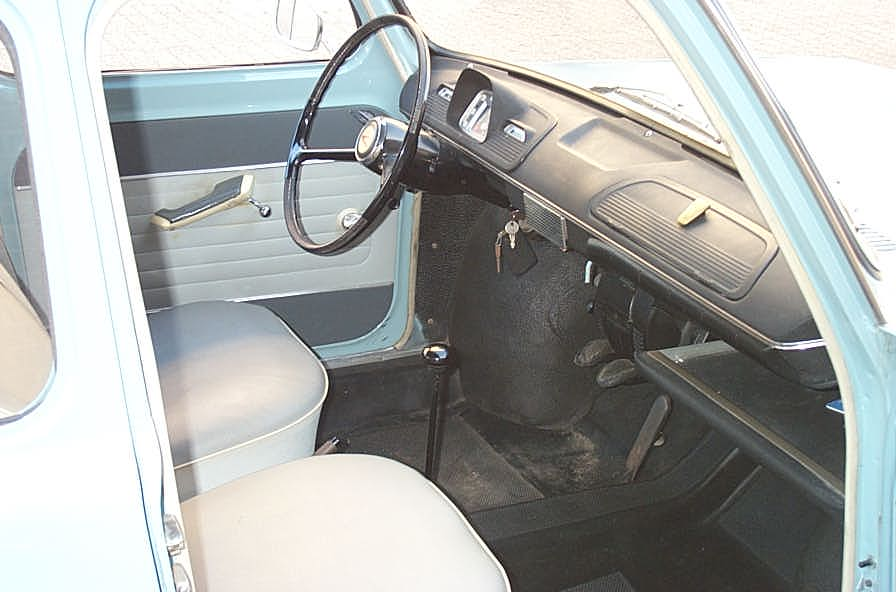
1963 Simca 1000 - wnętrze
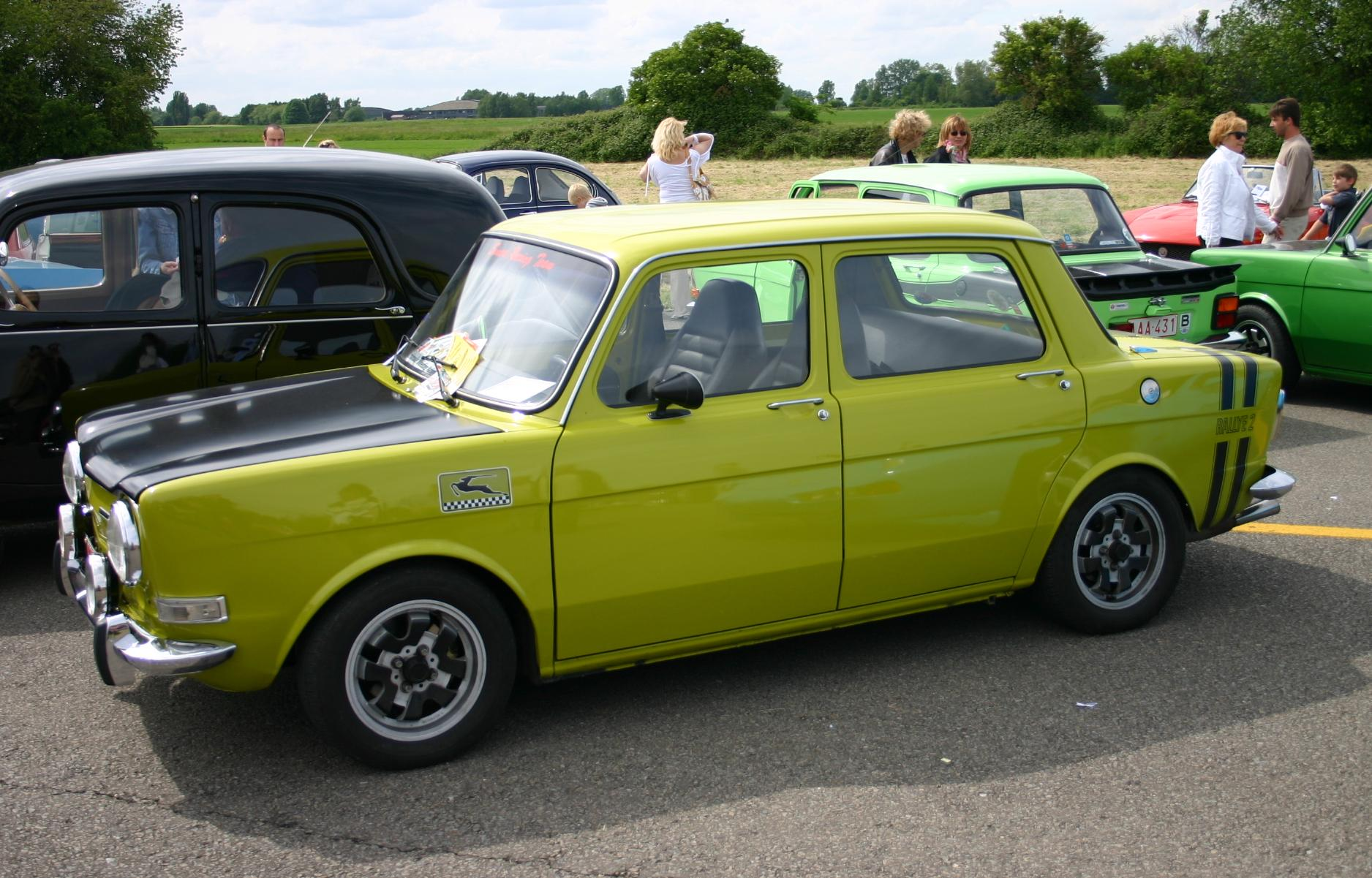
Simca 1000 Rallye 2